# Kisshomaru Ueshiba
Kisshomaru Ueshiba (植芝 吉祥丸 Ueshiba Kisshōmaru, n. 27 iunie 1921 — d. 4 ianuarie 1999) a fost fiul fondatorului artei marțiale japoneze aikidō și a devenit leaderul internațional al aikidō-ului după moartea tatălui său.
Kisshomaru Ushiba s-a născut în Ayabe, prefectura Kyoto, Japonia, ca al treilea copil al lui Morihei Ueshiba (植芝 盛平 Ueshiba Morihei, 1883–1969) și Hatsu Ueshiba (植芝 はつ Ueshiba Hatsu, 1881–1969).
Kisshomaru a început antrenamentele cu tatăl său, în jurul anului 1937. Mai apoi și-a făcut studiile la Universitatea Waseda, pe care le-a terminat în 1946 cu titlul de economist. Înaintea acestui moment însă, tatăl său l-a numit conducător al Kobukan Dojo în Shinjuku, Tokyo, în anul 1942. Kisshomaru a salvat acest dojo de mai multe ori de incendiile bombardamentelor din cel de-al război mondial.
După război, începând cu 1948, Kisshomaru a coordonat dezvoltarea organizației Aikikai Hombu (și demolarea Kobukan Dojo, în 1967, pentru a construi sediul Aikikai).
După moartea lui Morihei Ueshiba, în 1969, a preluat titlul de „dōshu” („cel ce păstrează calea”). Cum tatăl său a fost primul dōshu, el a devenit al doilea, iar după moartea sa, în 1999, fiul său Moriteru Ueshiba (植芝 守央 Ueshiba Moriteru, născut în 1951) a devenit al treilea. Kisshomaru Ueshiba este considerat a fi principala forță motrice din spatele răspândirii și popularizării în întreaga lume a artei marțiale aikidō.